# Amt Levern
Das Amt Levern war ein Amt im Kreis Lübbecke in Nordrhein-Westfalen mit Sitz in Alswede. Durch das Bielefeld-Gesetz wurde es am 1. Januar 1973 aufgelöst. Rechtsnachfolgerin des Amtes ist die Gemeinde Stemwede im Kreis Minden-Lübbecke.

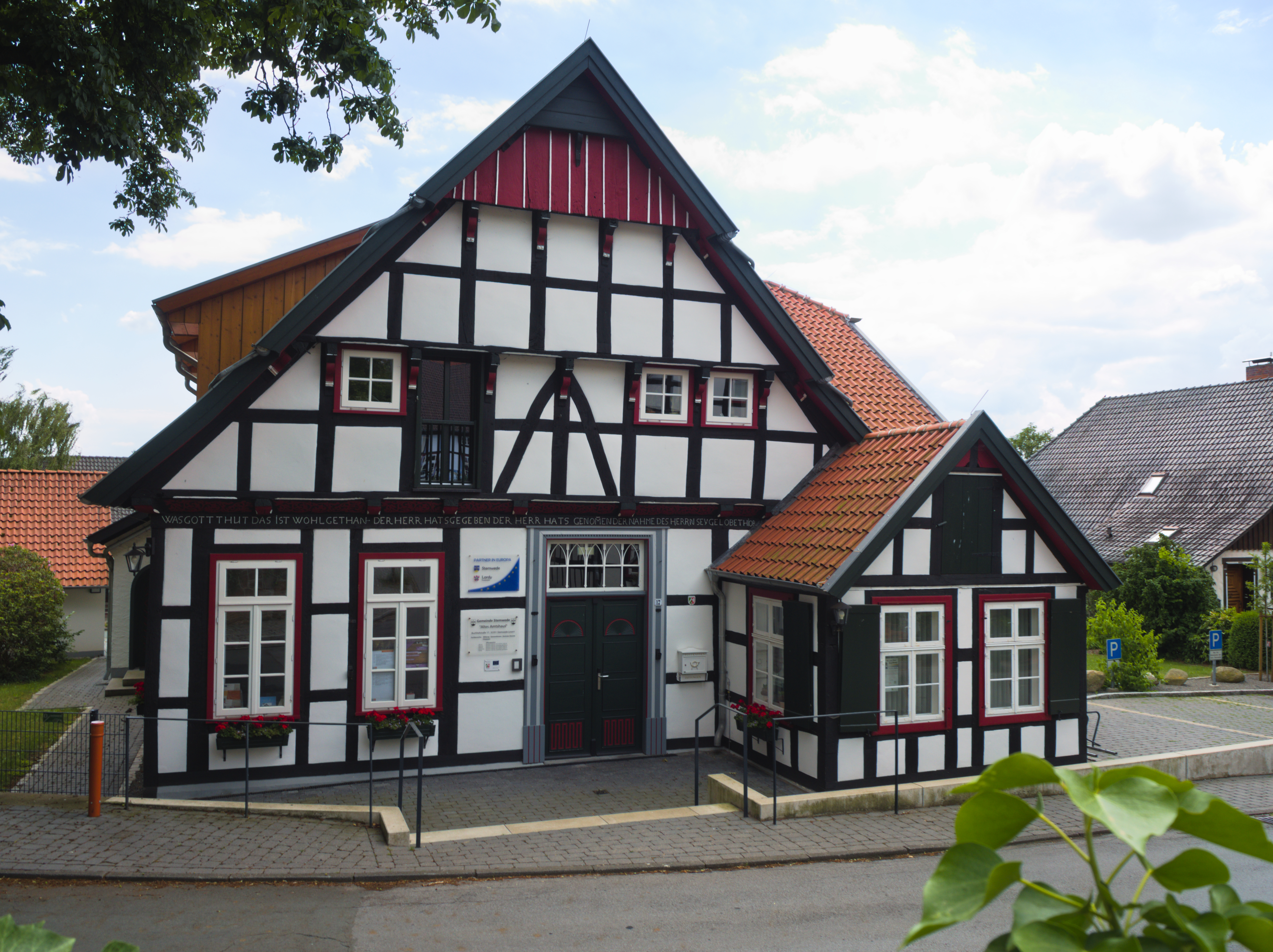
Das alte Amtshaus in Levern

## Geographie
Das Amt lag südlich des Amtes Dielingen-Wehdem und grenzte im Westen an das Land Niedersachsen. 
Sitz und Mittelpunkt des landwirtschaftlich geprägten Amtes war das alte Stiftsdorf Levern.

## Geschichte
Das Gebiet des späteren Amtes Levern entsprach dem der Vogtei Levern, die bis 1807 im Amt Reineberg des Fürstentums Minden bestand. 
Im napoleonischen Satellitenstaat Königreich Westphalen. bestand von 1807 bis 1810 der Kanton Levern im Distrikt Minden des Departement der Weser. Dieser Kanton umfasste im Wesentlichen das gesamte Gebiet der heutigen Stadt Stemwede und hatte im Jahr 1808 8.418 Einwohner. Mit der Annexion großer Teile Norddeutschlands durch Napoleon Bonaparte fiel 1811 auch das gesamte Gebiet des späteren Kreises Lübbecke an Frankreich. Im Arrondissement Minden des französischen Départements der oberen Ems wurde ein neu abgegrenzter Kanton Levern gebildet, der in die vier Mairien (Bürgermeistereien) Levern, Alswede, Dielingen und Wehdem unterteilt wurde. Die Mairie Levern umfasste das Gebiet der alten Vogtei Levern.
Nach der napoleonischen Niederlage fiel ganz Minden-Ravensberg 1813 zurück an Preußen. Bei der Kreiseinteilung der neuen Provinz Westfalen im Jahr 1816 kam die Mairie Wehdem zum neuen Kreis Rahden und bildete einen seiner Verwaltungsbezirke. Der Kreis Rahden hieß ab 1832 Kreis Lübbecke.
Bei der Einführung der westfälischen Landgemeinde-Ordnung von 1841 wurde 1843 im Kreis Lübbecke aus dem Verwaltungsbezirk Wehdem das Amt Wehdem gebildet, das zunächst aus den vier Landgemeinden Destel, Levern, Niedermehnen und Sundern bestand. Die Bauerschaft Twiehausen wurde am 1. April 1936 aus der Gemeinde Destel herausgelöst und als eigene Gemeinde konstituiert. Das Amt umfasste seitdem fünf Gemeinden:
- Destel
- Levern
- Niedermehnen
- Sundern
- Twiehausen

Durch das Bielefeld-Gesetz wurde das Amt Wehdem zum 31. Dezember 1972 aufgelöst. Zusammen mit den Gemeinden des Amtes Dielingen-Wehdem bildeten seine Gemeinden die neue Gemeinde Stemwede, die Teil des neuen Kreises Minden-Lübbecke wurde.

## Einwohnerentwicklung
| Gemeinde      | 1818 | 1871 | 1939 | 1950 | 1961 | 1972 | Fläche    | Einwohner dichte (1972) |
| ------------- | ---- | ---- | ---- | ---- | ---- | ---- | --------- | ----------------------- |
| Destel        | 613  | 758  | 645  | 926  | 767  | 700  | 8,49 km²  | 82 Einw./km²            |
| Levern        | 1021 | 1267 | 1132 | 1527 | 1552 | 1706 | 10,73 km² | 159 Einw./km²           |
| Niedermehnen  | 785  | 829  | 745  | 945  | 823  | 809  | 13,20 km² | 61 Einw./km²            |
| Sundern       | 421  | 541  | 403  | 531  | 419  | 404  | 7,93 km²  | 51 Einw./km²            |
| Twiehausen 1) | 523  | 629  | 727  | 892  | 741  | 783  | 16,80 km² | 47 Einw./km²            |
| Amt Levern    | 3363 | 4024 | 3652 | 4821 | 4302 | 4402 | 57,16 km² | 77 Einw./km²            |